# Magdalis armigera
Magdalis armigera é uma espécie de insetos coleópteros polífagos pertencente à família Curculionidae.
A autoridade científica da espécie é Geoffroy, tendo sido descrita no ano de 1785.
Trata-se de uma espécie presente no território português.